# Kevin Dallman
Kevin Jonathan Dallman (russisch Кевин Джонатан Даллмэн; * 26. Februar 1981 in Niagara Falls, Ontario) ist ein ehemaliger kanadischer Eishockeyspieler mit kasachischer Staatsbürgerschaft. Im Laufe seiner Karriere absolvierte er 154 Spiele in der National Hockey League für die Boston Bruins, St. Louis Blues und Los Angeles Kings. Zwischen 2008 und 2019 spielte er in der Kontinentalen Hockey-Liga für Barys Astana und den SKA Sankt Petersburg und war zum Zeitpunkt seines Karriereendes im August 2019 der punktbeste Verteidiger der KHL-Geschichte. Nachdem er 2013 die kasachische Staatsbürgerschaft erhalten hatte, nahm er mit der kasachischen Nationalmannschaft an drei Weltmeisterschaften und zwei olympischen Qualifikationsturnieren teil.

## Karriere
Kevin Dallman begann seine Karriere 1996 in der Ontario Junior Hockey League bei den Niagara Falls Flyers, bevor er 1998 in die Ontario Hockey League zu den Guelph Storm wechselte. Im Sommer 2002 wagte der Verteidiger den Sprung in den Profibereich und unterschrieb einen Kontrakt bei den Boston Bruins aus der National Hockey League, welche den Verteidiger bis 2005 bei deren Farmteam, die Providence Bruins aus der American Hockey League, einsetzten. In der Saison 2005/06 absolvierte Dallman 21 Spiele für die Boston Bruins sowie 46 Partien für die St. Louis Blues, die ihn im Dezember 2005 von der Waiver-Liste ausgewählt hatten. Weitere Station in der National Hockey League waren die Los Angeles Kings, wo er in zwei Spielzeiten von 2006 bis 2008 insgesamt 87 Spiele absolvierte und dabei vier Tore schoss.
Bei Barys Astana aus Kasachstan stand der Verteidiger ab Juli 2008 unter Vertrag. In der Saison 2008/09 absolvierte er 53 Spiele in der Vorrunde und verbuchte 58 Scorerpunkte (28 Tore und 30 Assists) sowie 117 Strafminuten. Somit wurde Dallman zum besten Scorer seines Teams und zum fünftbesten Scorer der gesamten Liga. Hinzu kamen drei Spiele im Play-off-Achtelfinale, wobei er acht Strafminuten kassierte und einen Assist erzielte.
Nach drei Jahren in Kasachstan wurde diskutiert, Dallman einzubürgern, um ihn für das Nationalteam spielen zu lassen. Letztlich entschied sich Dallman zunächst gegen die Einbürgerung. Im April 2012 wurde seine Familie aus Kasachstan ausgewiesen, nachdem sich seine Frau kritisch über die Korruption im Lande geäußert hatte. Zudem wurde ein Vertragsangebot über drei Jahre an Dallman zurückgenommen. Einen Monat später wurde die Rücknahme der Vertragsverlängerung durch den Präsidenten von Barys, Nurlan Orabajew, mit sportlichen Gründen sowie zu hohen Gehaltsforderungen begründet.
Ab Ende Mai 2012 stand Dallman beim SKA Sankt Petersburg für zwei Jahre unter Vertrag, konnte dort aber – vor allem in seiner zweiten Spielzeit – nicht an die gezeigten Leistungen anknüpfen. Nach Auslauf seine Vertrages mit dem SKA kehrte er nach Astana zurück und unterschrieb einen Dreijahresvertrag bei Barys. 2015 wurde er erneut für das KHL All-Star Game nominiert.
Nach 620 KHL-Partien, in denen er 431 Punkte (142 Tore und 289 Vorlagen) gesammelt hatte, beendete Dallmann im August 2019 seine Karriere.

### International
Nachdem der gebürtige Kanadier die Spielberechtigung für die kasachische Nationalmannschaft erhalten hatte, nahm Dallman im Februar 2013 mit dem Team an der Qualifikation für die Olympischen Winterspiele 2014 in Sotschi teil. Der Verteidiger kam hierbei in allen drei Partien zum Einsatz und verbuchte drei Assists. Das Team scheiterte knapp an Lettland und verpasste schlussendlich die Qualifikation fürs Turnier. Auch bei der Olympiaqualifikation für die Winterspiele 2018 in Pyeongchang spielte er für Kasachstan. Dort konnten die Kasachen zwar Gastgeber Norwegen (4:3 nach Verlängerung) und auch Italien (3:2) knapp schlagen, verloren aber glatt mit 1:4 gegen Frankreich, so dass am Ende die Norweger durch einen Sieg gegen Frankreich die Qualifikation erreichten.
Bei der Weltmeisterschaft 2014 musste er mit der kasachischen Mannschaft den Abstieg aus der Top-Division hinnehmen, konnte aber im Folgejahr durch den Gewinn der A-Gruppe der Division I die umgehende Rückkehr in die höchste WM-Spielklasse erreichen. Als bester Verteidiger des Turniers und Topscorer – gemeinsam mit seinen Landsleuten Roman Startschenko, Konstantin Rudenko, Jewgeni Rymarew und Wadim Krasnoslobodzew sowie dem Ungarn Andrew Sarauer – trug er maßgeblich zum sofortigen Wiederaufstieg bei und wurde folgerichtig auch in das All-Star-Team des Turniers gewählt. Nachdem die Kasachen 2016 ohne ihn wieder abgestiegen waren, spielte er bei der 2017 erneut in der Division I.

## Erfolge und Auszeichnungen
| - 2001 OHL Second All-Star-Team - 2002 OHL Third All-Star-Team - 2002 CHL Third All-Star-Team - 2002 Memorial Cup All-Star-Team - 2009 Teilnahme am KHL All-Star Game - 2009 KHL All-Star-Team - 2010 Teilnahme am KHL All-Star Game - 2011 Teilnahme am KHL All-Star Game | - 2011 KHL-Verteidiger des Monats Januar - 2012 Teilnahme am KHL All-Star Game - 2012 KHL-Verteidiger des Monats Januar - 2012 KHL First All-Star Team - 2013 Teilnahme am KHL All-Star Game - 2013 Beste Plus/Minus-Bilanz der KHL - 2015 KHL-Verteidiger des Monats Dezember - 2016 Teilnahme am KHL All-Star Game |

### International
- 2015 Aufstieg in die Top-Division bei der Weltmeisterschaft der Division IA
- 2015 Topscorer der Weltmeisterschaft der Division IA
- 2015 Bester Verteidiger der Weltmeisterschaft der Division IA
- 2015 All-Star-Team der Weltmeisterschaft der Division IA

## Karrierestatistik

### International
Vertrat Kasachstan bei:
| - Qualifikationsturnier zu den Olympischen Winterspielen 2014 - Weltmeisterschaft 2014 - Weltmeisterschaft der Division IA 2015 | - Qualifikationsturnier zu den Olympischen Winterspielen 2018 - Weltmeisterschaft der Division IA 2017 - Weltmeisterschaft der Division IA 2018 |

(Legende zur Spielerstatistik: Sp oder GP = absolvierte Spiele; T oder G = erzielte Tore; V oder A = erzielte Assists; Pkt oder Pts = erzielte Scorerpunkte; SM oder PIM = erhaltene Strafminuten; +/− = Plus/Minus-Bilanz; PP = erzielte Überzahltore; SH = erzielte Unterzahltore; GW = erzielte Siegtore; 1 Play-downs/Relegation; Kursiv: Statistik nicht vollständig)